# Fort Orange (Brésil)
Pour les articles homonymes, voir Fort Orange.

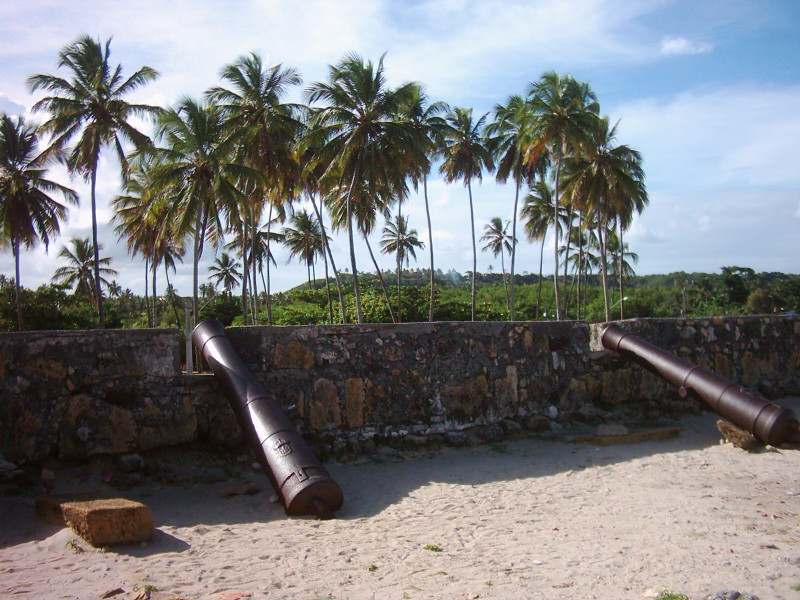
Vue de canons au fort Orange.

Le fort Orange est un fort du Brésil situé sur l'île d'Itamaracá, dans l'État du Pernambouc.